# Moesha Johnson
Moesha Johnson (* 19. September 1997 in Tweed Heads, New South Wales) ist eine australische Schwimmerin und dreifache Weltmeisterin im Freiwasser (2024 und 2025).

## Werdegang
Johnson wurde in der australischen Region Gold Coast-Tweed in Queensland geboren und verbrachte dort ihre Kindheit. Sie besuchte während ihrer Teenagerjahre die Palm Beach Currumbin State High School. Mit dem Schwimmen begann sie beim Coopers Aquatic Club in Burleigh Heads.
Bei den Australischen Meisterschaften 2022 qualifizierte sich Johnson als zweite über 1500 m Freistil für ihre ersten Weltmeisterschaften in Budapest. Dort wurde sie im Finale vierte hinter ihrer Teamkollegin Lani Pallister.
Bei den Weltmeisterschaften 2023 im japanischen Fukuoka gewann Johnson ihre erste internationale Medaille mit der australischen Freiwasserstaffel. Im Folgejahr wurde sie mit der Staffel Weltmeisterin über 4 × 1,5 km Freiwasser.

### Olympiamedaille 2024 und Weltmeisterin 2025
Bei den Olympischen Spielen 2024 in Paris gewann Johnson die Silbermedaille im 10-Kilometer-Freiwasserschwimmen.
Im Juli 2025 wurde sie in Singapur zweifache Weltmeisterin über fünf und 10 Kilometer Freiwasser.
Johnson trainiert in der Trainingsgruppe Bernd Berkhahns beim SC Magdeburg.